# Longitarsus petitpierrei
Longitarsus petitpierrei là một loài bọ cánh cứng trong họ Chrysomelidae. Loài này được Bastazo miêu tả khoa học năm 1997.